# ناکشاترا
ناکشاترا (سانسکریت: नक्षत्रम्، آوانگاری: Nakṣatram) در متون مقدس هندو کلاسیک مهاباراتا، هاریوامسا)، به بخش‌هایی از منازل ماه گفته می‌شود. خلقت ناکشاتراها به داکشا نسبت داده شده‌است. آنها به عنوان دختران داکشا و به عنوان همسران چاندرا یا سوما (ایزد ودایی) شناخته شده به عنوان خدای ماه (که با اکراه با ۲۶ ناکشاترا دیگر به درخواست داکشا ازدواج کرد، حتی اگر او فقط علاقه‌مند به ازدواج با روهینی بود) شناخته می‌شوند.
ناکشاترا یکی از 27 بخش (گاهی اوقات 28) در امتداد دایره البروج است. نام آنها مربوط به یک ستاره برجسته در یا نزدیک بخش های مربوط است. به عبارت ساده‌تر (از نظر نجوم غربی)، یک ناکشترا تنها یک صورت فلکی است. هر ناکشترا به چهار «پادا» (به معنای واقعی کلمه "قدم") تقسیم می‌شود که با مفهوم «چار دهام»، مجموعه‌ای از چهار مکان زیارتی در هندوستان، مرتبط است.
بر اساس نوشته‌های ودایی، نقطه شروع ناکشتراها "کریتیکا" است. برخی بر این عقیده اند که این به دلیل اهمیت خوشه پروین (Pleiades) در آن دوران بوده است، چرا که این خوشه ستاره‌ای احتمالا در زمان تدوین متون ودایی، همزمان با اعتدال بهاری طلوع می‌کرده است.با این حال، در نوشته‌های جدیدتر، نقطه شروع ناکشتراها، نقطه مقابل ستاره "چیترا" (خوشه خوشه گوشواره) در امتداد دایرةالبروج است که با "آشوینی" (بخشی از صورت فلکی مدرن حمل) مطابقت دارد. این نشان می‌دهد که این نوشته‌ها احتمالا در دورانی تدوین شده‌اند که در زمان اعتدال بهاری، خورشید از محدوده صورت فلکی حمل عبور می‌کرده است. این سیستم احتمالا "مشارحی" یا "آغاز حمل" نامیده می‌شده است.  
اولین متن نجومی که ناکشاترا هارا فهرست می کند ودانگا جیوتیشا است. 
در متون کلاسیک هندو (مهابهاراتا و هریوانسا)، آفرینش صورت های فلکی به داکشا نسبت داده شده است. ناکشتراها به عنوان دختران داکشا و همسران چاندرا، خدای ماه، شخصیت پردازی می شوند. هنگامی که چاندرا 26 همسر دیگر خود را به خاطر روهینی نادیده گرفت، پدرزنش او را به جذام نفرین کرد و اعلام کرد که ماه هر ماه کم و زیاد می شود. همچنین به جای دیگری، ناکشتراها را دختران کاشیاپا می دانند.

## در آتاروودا

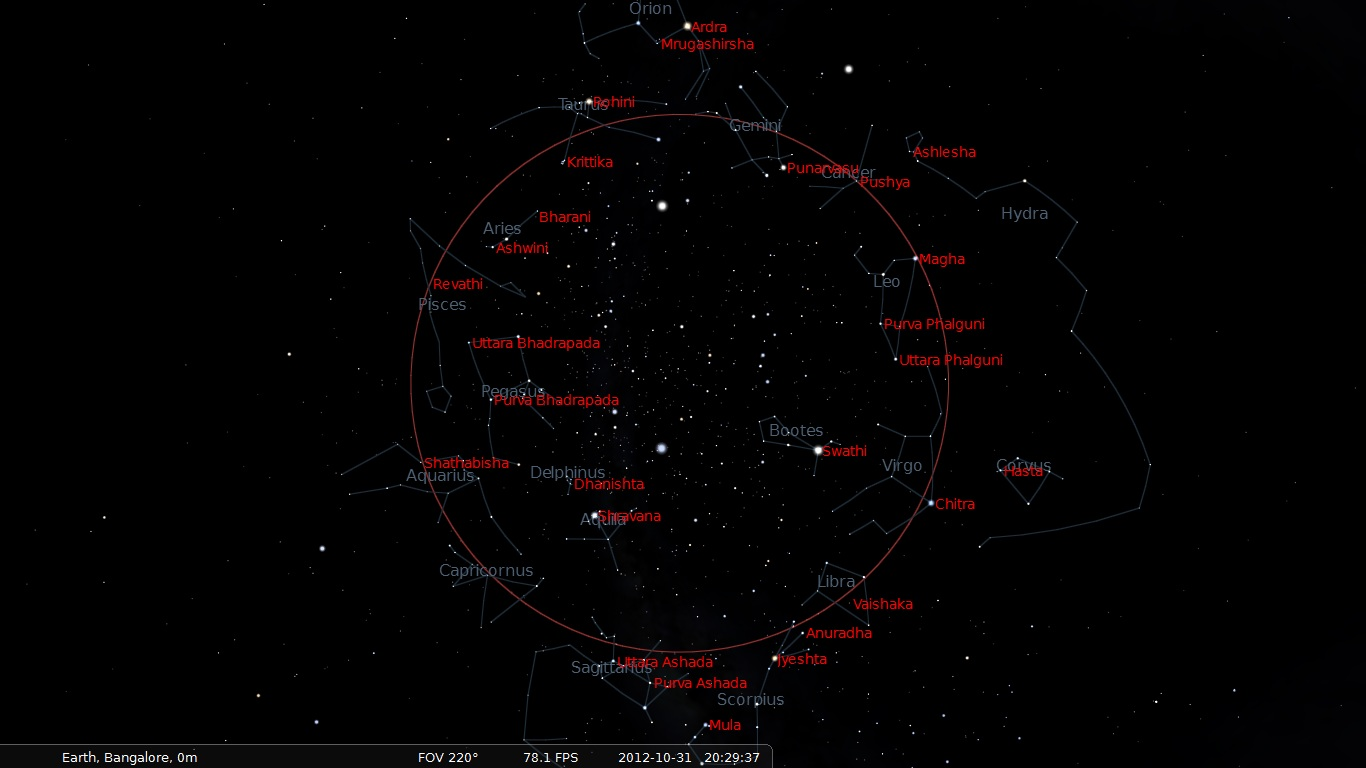
ناکشاتراها در یک دایره

در آتاروودا (Shaunakiya، سرود 19.7) لیستی از 27 ستاره ها یا ستاره ها داده شده است که بسیاری از آنها مربوط به ناکشاتراهای بعدی است:
1. آشوینی
2. بهارانی
3. کرتیکا (پلیاد)
4. روهینی (الدباران)
5. مریگاشیرشا
6. آدرا (بتلژوز)
7. پونارواسو (Castor و Pollux)
8. پوشیا
9. آسلشا
10. ماقا (Regulus)
11. پوروا فالگونی
12. اوتارا فالگونی (Denebola)
13. هستا
14. چیترا (اسپیکا)
15. Svāti (Arcturus)
16. ویشاخا
17. انورادها
18. Jyeshthā
19. مولا
20. پوروا اشادها
21. اوتارا آشادا
22. شروانا
23. دهنشتا
24. ستابیشک (صداچبیا)
25. پوروا بهدراپادا
26. اوتارا بهدراپادا
27. رواتی

چرخه زمانی 27 روزه ناکشتراها به گروه خاصی از ستارگان اشاره نمی‌کند. ارتباط واقعی با ستارگان به تناوب زمانی سفر ماه در فضا و عبور آن از کنار میدان ستارگان خاص به نام ناکشتراها مربوط می‌شود. بنابراین، ستارگان بیشتر شبیه اعداد روی یک ساعت هستند که عقربه زمان (ماه) از آن‌ها عبور می‌کند. این مفهوم توسط جی. مرسی (۲۰۱۲) در ارتباط با کتاب «سوریا سیدهانتا Surya Siddhanta» شرح داده شده است.

## فهرست ناکشاتراها

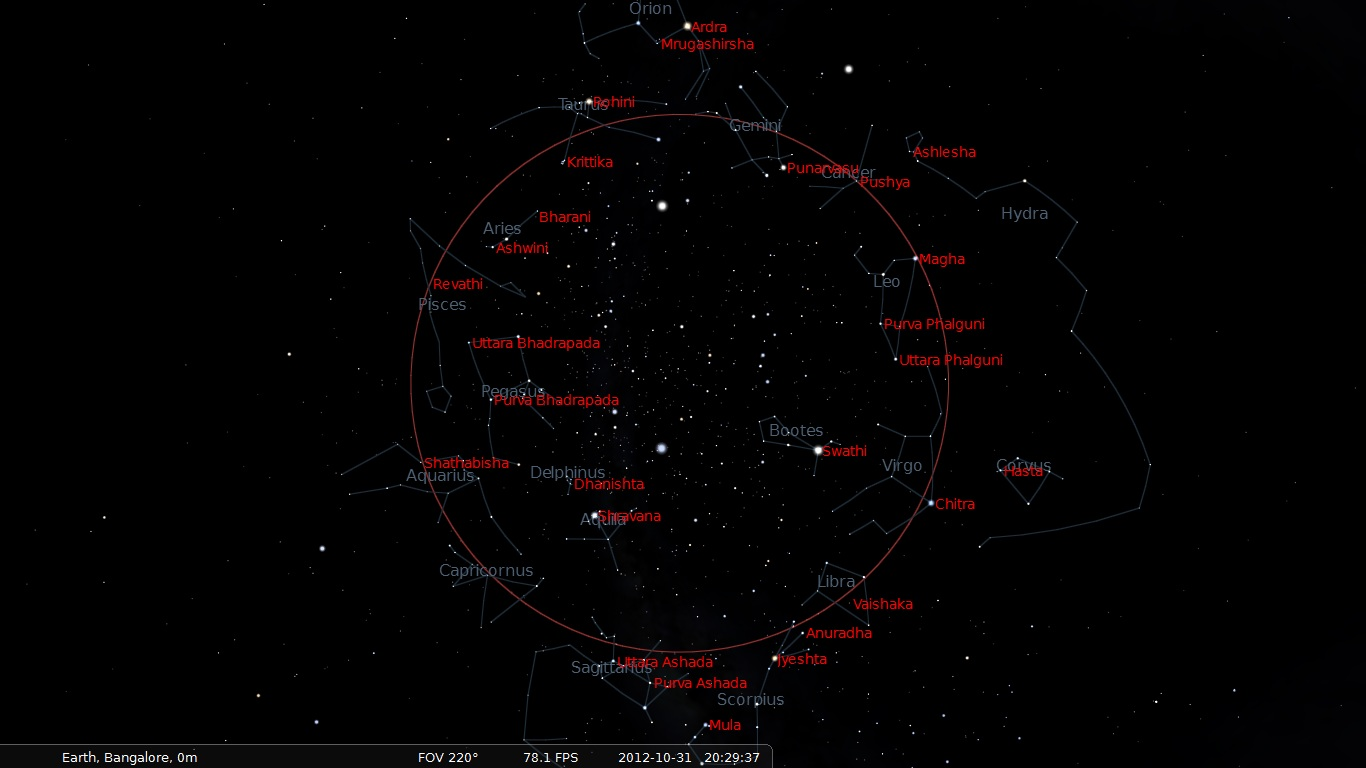
موقعیت ناکشاتراها در کره آسمانی

در نجوم هندو، سنت قدیمی‌تری وجود داشت که از ۲۸ ناکشترا به عنوان نشانگرهای آسمانی استفاده می‌شد. زمانی که این ناکشتراها به بخش‌های مساوی از دایرةالبروج تقسیم شدند، تقسیم‌بندی به ۲۷ بخش پذیرفته شد، زیرا این تقسیم‌بندی منجر به تعریف دقیق‌تر هر بخش (قطعه) به اندازه ۱۳ درجه و ۲۰ دقیقه (در مقابل ۱۲ درجه و ۵۱ دقیقه و ۳⁄۷ ثانیه در صورت تقسیم به ۲۸ بخش) می‌شد. در این فرایند، ناکشترای ابهیجیت بدون بخش اختصاصی باقی ماند.  با این حال، ناکشترای ابهیجیت هنگام تعیین زمان یک رویداد فرخنده اهمیت پیدا می‌کند. کتاب «سوریا سیدهانتا» به‌طور خلاصه مختصات ۲۷ ناکشترا را مشخص می‌کند.
همان‌طور که قبلا ذکر شد، در سنت قدیمی‌تر ۲۸ ناکشترا، هر بخش با تقسیم دایرةالبروج به ۲۸ قسمت مساوی، حدود ۱۲.۸۵ درجه یا ۱۲ درجه و ۵۱ دقیقه را در بر می‌گرفت. اما این ۲۸ ناکشترا در زمانی انتخاب شدند که ماه‌های ودایی دقیقا ۳۰ روز در نظر گرفته می‌شدند.
در هند و چین، ۲۸ ناکشترای اصلی اندازه‌های یکسانی نداشتند. وکسینگ نویی فهرستی از وسعت ۲۸ ناکشترای اصلی را بر حسب موهورتا (با یک موهورتا برابر با ۴۸ دقیقه قوس) ارائه می‌کند. متون هندو نشان می‌دهند که ۱۶ ناکشترا ۳۰ موهورتا، ۶ ناکشترا ۴۵ موهورتا، ۵ ناکشترا ۱۵ موهورتا و یک ناکشترا ۶ موهورتا داشتند.
28 ناکشتراهای قدیمی در مجموع ۸۳۱ موهورتا یا ۲۷.۷ روز را پوشش می دهند. گاهی این مقدار را تخمین نادرستی از دوره ستاره ای امروزی ما (۲۷.۳ روز) می دانند، اما با استفاده از تقویم هند باستان با ماه های ودایی ۳۰ روزه و حرکت روزانه ماه به میزان ۱۳ درجه، این تعیین اولیه ماه ستاره ای به اندازه ۸۳۱ موهورتا یا ۲۷.۷ روز بسیار دقیق است.
بعدها برخی از دانشمندان هندی ناکشترای ابهیجیت را حذف کردند تا تعداد تقسیمات را به ۲۷ کاهش دهند، اما چینی ها همه ۲۸ ناکشترای اصلی خود را حفظ کردند. این ناکشتراها به چهار ربع مساوی گروه بندی می شدند که اگر تصمیم به کاهش تعداد تقسیمات به ۲۷ گرفته می شد، به‌طور اساسی مختل می شدند.
بغیر از هر دلیلی که ستاره شناسان اولیه هند باستان از تقویم ودایی ۱۲ ماهه ۳۰ روزه پیروی می کردند، این تقویم (و نه تقویم مدرن ۳۶۵ روزه) بود که آنها برای محاسبات نجومی تعداد روزهای مورد نیاز ماه برای تکمیل یک چرخه ستاره ای ۳۶۰ درجه استفاده می کردند. به همین دلیل است که در ابتدا ۲۸ ناکشترا را در منطقه البروج قمری خود نامگذاری کردند.

## همچنین ببینید
- مبنای نجومی تقویم هندو
- فهرست معابد ناچتاهارا
- ناواگراها
- پانچانگام

ناکشاترا یکی از پنج عنصر پانکاگا است. چهار عنصر دیگر:
- تیتی
- نیتیایوگا
- کارانا
- وارا